# Chammünster
Chammünster is een dorpje in de Duitse gemeente Cham (Oberpfalz), deelstaat Beieren.
Het plaatsje ligt aan de zuidoever van de rivier de Regen, enkele kilometers ten zuidoosten van het stadje Cham. Chammünster ligt aan een splitsing van de Bundesstraße 20 en de Bundesstraße 85, die respectievelijk in noordoostelijke en zuidoostelijke richting lopen.
Chammünster is in de 8e eeuw rondom een benedictijner klooster ontstaan, en is ouder dan Cham zelf. Dit klooster was een dochterklooster van de Abdij van Sankt Emmeram in Regensburg. De kloosterkerk daarvan bestaat nog. Deze (rooms-katholieke) Maria-Hemelvaartskerk, met barok/rococo interieur, heeft een rijke historie en is zeer bezienswaardig.
In het dorp staat het mogelijk reeds in de 16e of 17e eeuw gebouwde monumentale woonhuis met de naam Biendlhaus.

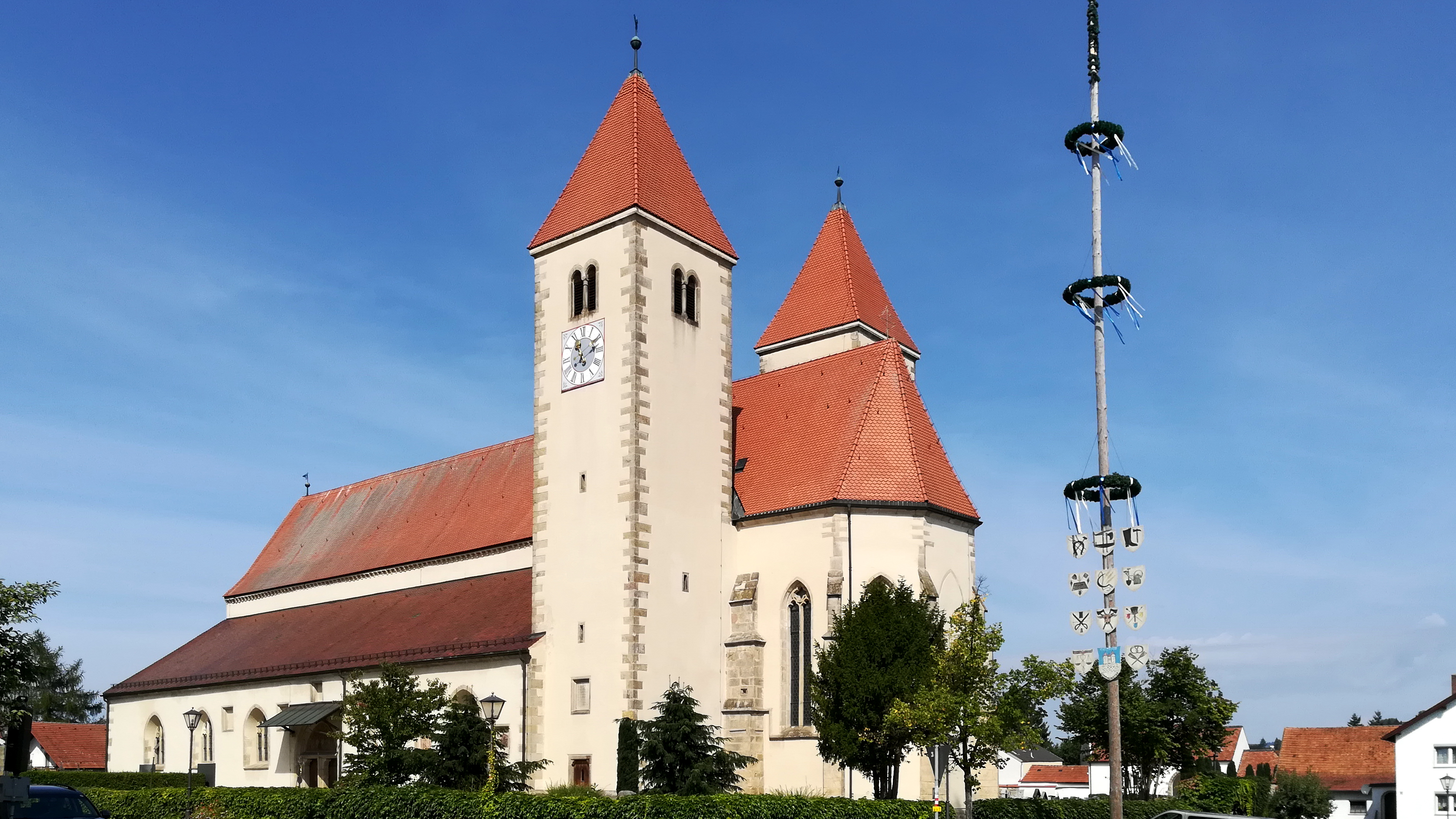
Maria-Hemelvaartkerk, Chammünster
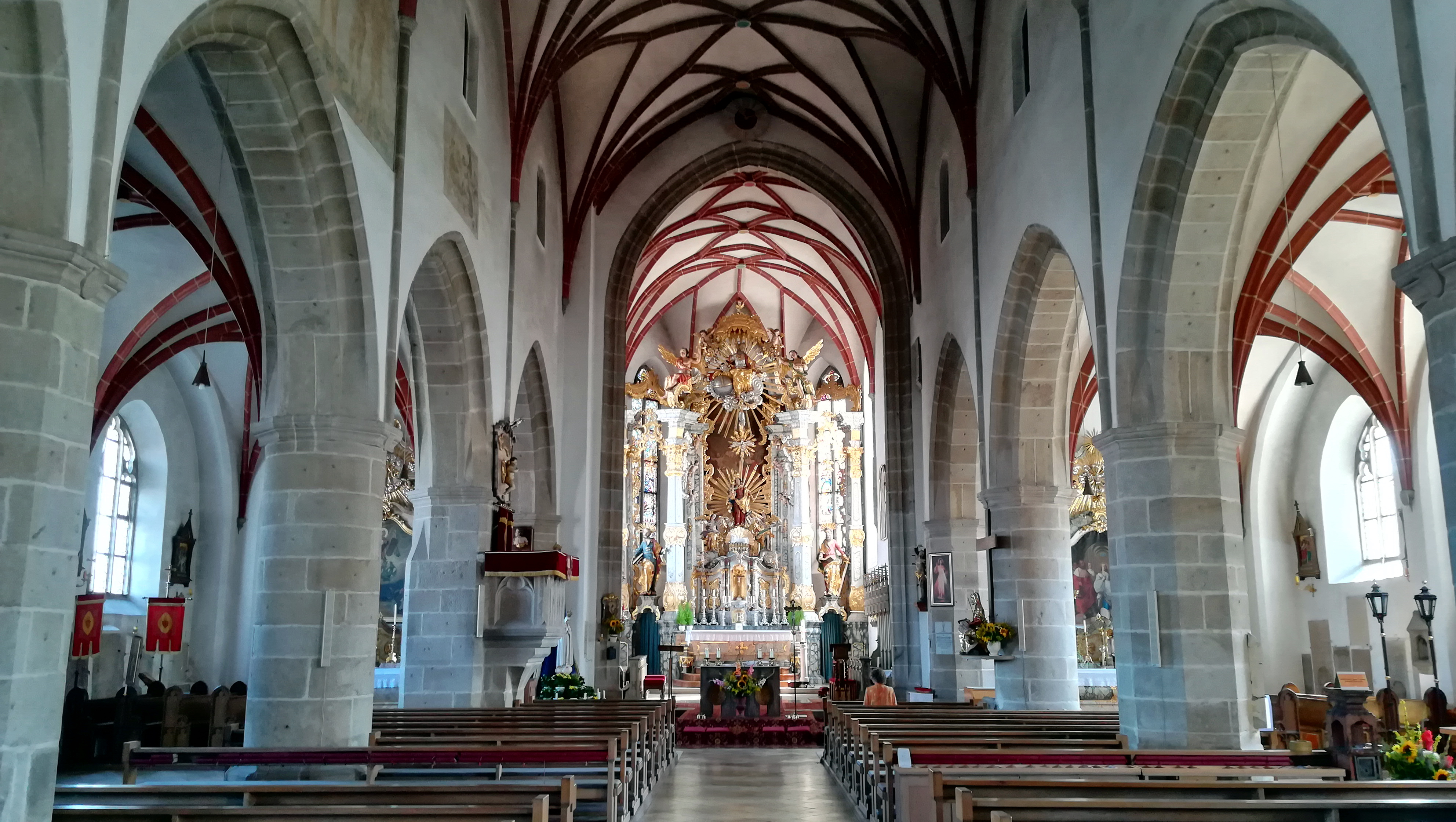
Interieur van deze kerk
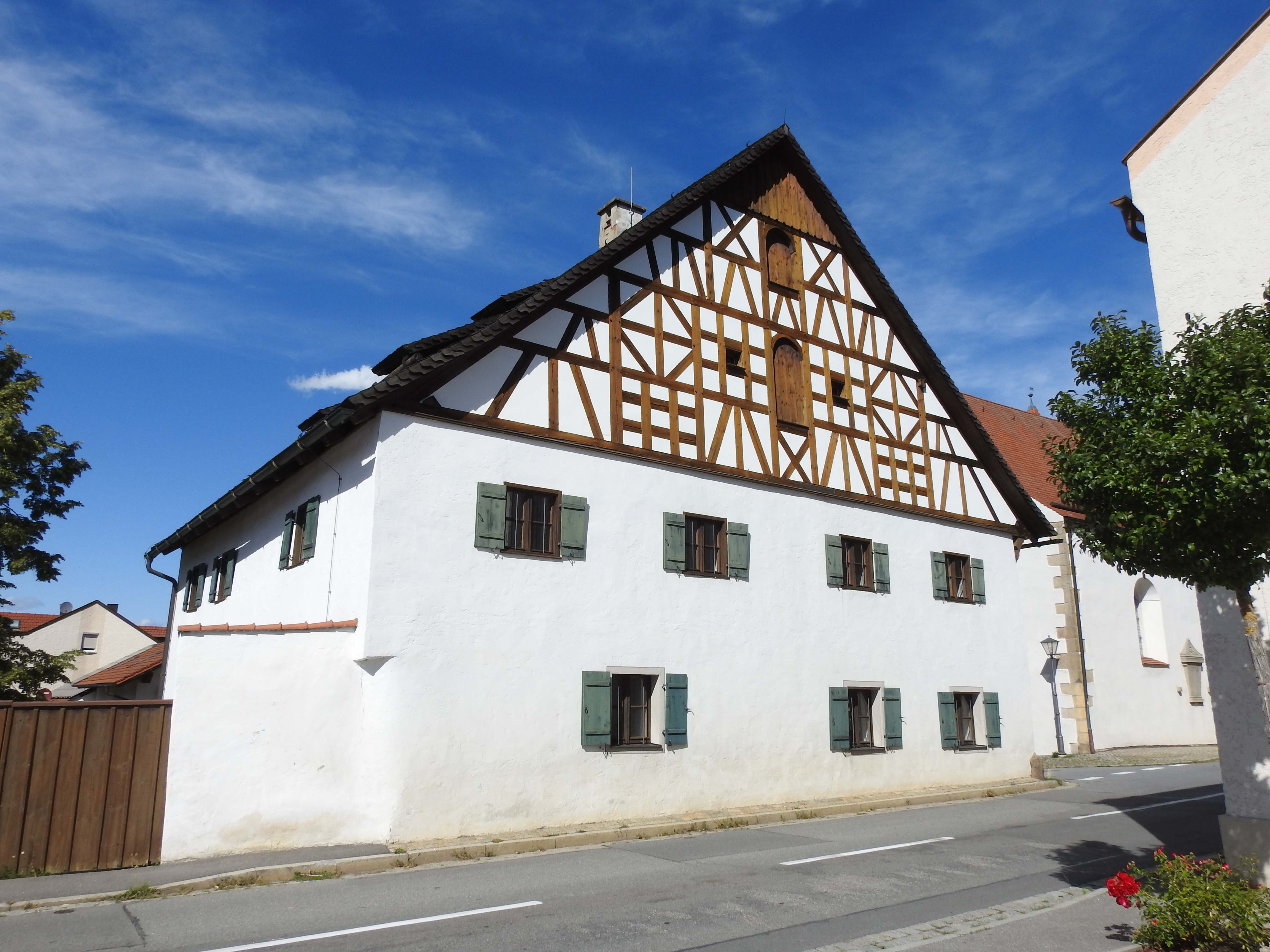
Biendlhaus